# Circuito Boa Vista
Le Circuito Boa Vista est une course cycliste brésilienne disputée sur une journée vers la ville de Joinville, dans l'État de Santa Catarina. Créée en 1962,, il s'agit d'une épreuve d'envergure nationale. Elle fait partie des plus anciennes compétitions cyclistes encore organisées dans le pays. 
La course doit son nom à la montagne de Morro da Boa Vista (1 823 mètres d'altitude), située non loin du parcours. Par le passé, le Circuit était connu pour ses chemins pavés non-goudronnés, qui lui valurent d'être comparé à Paris-Roubaix. Son tracé majoritairement plat favorise plutôt les sprinteurs. 

## Palmarès

### Élites Hommes
| Année     | Vainqueur                 | Deuxième              | Troisième              |
| --------- | ------------------------- | --------------------- | ---------------------- |
| 1962      | Hermann Joaquim Wendt     |                       |                        |
| 1963      | Hermann Joaquim Wendt     |                       |                        |
| 1964      | Carlos Schulz             |                       |                        |
| 1965      | Carlos Schulz             |                       |                        |
| 1966      | Armando Boos              |                       |                        |
| 1967      | Armando Boos              |                       |                        |
| 1968      | Valdomiro Dias            |                       |                        |
| 1969      | Valdomiro Dias            |                       |                        |
| 1970      | Valdomiro Dias            |                       |                        |
| 1971      | Arthur Montagna           |                       |                        |
| 1972      | Joaquim Urbano            |                       |                        |
| 1973      | João Masson               |                       |                        |
| 1974      | Ivo Nunes                 |                       |                        |
| 1975      | Milton Della Giustina     |                       |                        |
| 1976      | Milton Della Giustina     |                       |                        |
| 1977      | Milton Della Giustina     |                       |                        |
| 1978-1983 | Pas organisé              | Pas organisé          | Pas organisé           |
| 1984      | Hans Fischer (pt)         |                       |                        |
| 1985      | Hans Fischer (pt)         |                       |                        |
| 1986      | Edson Fischer             |                       |                        |
| 1987      | Marcos Portella           |                       |                        |
| 1988      | Osni Safanelli            |                       |                        |
| 1989      | Clóvis Anderson           |                       |                        |
| 1990      | José Luiz Hunger          |                       |                        |
| 1991      | Tonny Azevedo (pt)        |                       |                        |
| 1992      | Robenson Pacheco          |                       |                        |
| 1993      | Cleber Correa             |                       |                        |
| 1994      | Daniel Rogelin            |                       |                        |
| 1995      | José Aparecido dos Santos |                       |                        |
| 1996      | Roberson Figueiredo       |                       |                        |
| 1997      | Fábio Veloso              |                       |                        |
| 1998      | Valcemar Silva            |                       |                        |
| 1999      | Hernandes Quadri Júnior   |                       |                        |
| 2000      | Valcemar Silva            |                       |                        |
| 2001      | Rodrigo de Mello Brito    |                       |                        |
| 2002      | Valcemar Silva            |                       |                        |
| 2003      | Rodrigo de Mello Brito    | André Grizante        | Valcemar Silva         |
| 2004      | Roberson Figueiredo       |                       |                        |
| 2005      | Cássio Freitas            | Fabrício Morandi      | Roberson Figueiredo    |
| 2006      | Renato Rohsler            | Edson Luiz de Rezende | Márcio May             |
| 2007      | Nilceu dos Santos         | Rafael Andriato       | Fabiele Mota           |
| 2008      | Nilceu dos Santos         | Kléber Ramos          | Anderson Zomer         |
| 2009      | Nilceu dos Santos         | Bruno Tabanez         | Rodrigo Mendieta       |
| 2010      | Ramiro Cabrera            | Cristian Egídio       | Ricardo Pscheidt       |
| 2011      | Cristian Egídio           | Francisco Chamorro    | Rodrigo de Mello Brito |
| 2012      | Carlos Manarelli          | Cristian Egídio       | Sidnei Silva           |
| 2013      | Carlos Manarelli          | Rodrigo Melo          | Soelito Gohr           |
| 2014      | Ramiro Cabrera            | Endrigo Pereira       | Gilberto Goes          |
| 2015      | Antônio Nascimento        | Bruno Tabanez         | Ramiro Cabrera         |
| 2016      | Antônio Nascimento        | Cristian Egídio       | Anderson Zomer         |
| 2017      | Fábio Dalamaria           | Rafael Sabadi         | Joel Prado Júnior      |
| 2018      | Armando Camargo           | Rodrigo Melo          | Márcio Bigai           |
| 2019      | Endrigo Pereira           | Alan Maniezzo         | Guilherme Portugal     |
| 2020-2023 | Pas organisé              | Pas organisé          | Pas organisé           |
| 2024      | Renan Quadri              | Gustavo Oliveira      | Guilherme Mafra        |
| 2025      | André Gohr                | Igor Molina           | Pedro Leme             |

### Femmes
| Année | Vainqueur        | Deuxième         | Troisième       |
| ----- | ---------------- | ---------------- | --------------- |
| 2012  | Ana Luísa Panini | Letícia Alana    | Mariana Maestri |
| 2015  | Rebeca Fonseca   | Lisete Ranghetti | Taise Benato    |
| 2017  | Taise Benato     | Camila Coelho    | Ana Casetta     |
| 2018  | Camila Coelho    | Tamires Radatz   | Alice Melo      |

### Juniors Hommes
| Année | Vainqueur  | Deuxième                | Troisième       |
| ----- | ---------- | ----------------------- | --------------- |
| 2014  | André Gohr | Paulo Sérgio Cavalheiro | Fábio Dalamaria |